# 小行星21454
小行星21454（21454 Chernoby）是一颗绕太阳运转的小行星，为主小行星带小行星。该小行星于1998年4月20日发现。

## 轨道参数
小行星21454的轨道半长轴为3.1692653 UA，离心率为0.080。